# Deutsches Kinderschmerzzentrum
Das Deutsche Kinderschmerzzentrum an der Vestischen Kinder- und Jugendklinik Datteln, Universität Witten/Herdecke ist eine tertiäre Versorgungseinrichtung zur Behandlung von Kindern und Jugendlichen mit chronischen Schmerzen.

## Geschichte und Entwicklung
In Deutschland leben derzeit mehr als 350.000 Kinder mit schwer beeinträchtigenden chronischen Schmerzen. Trotz der Dringlichkeit des Problems von chronischen Schmerzen im Kindes- und Jugendalter existierte in Deutschland bis 2002 keine interdisziplinäre Kinderschmerzambulanz. Vor dem Hintergrund einer defizitären Versorgung von chronisch schmerzkranken Kindern gründete Boris Zernikow 2002 zusammen mit seinem Team das Vodafone Stiftungsinstitut für Kinderschmerztherapie und Pädiatrische Palliativmedizin (VIKP) an der Vestischen Kinder- und Jugendklinik Datteln. Ermöglicht wurde der Auf- und Ausbau des Institutes durch die langjährige, umfangreiche finanzielle Förderung der Vodafone Stiftung Deutschland.
Das Institut entwickelte sich zu einer wichtigen Anlaufstelle für Kinder und Jugendliche mit stark beeinträchtigten Schmerzen und etablierte sich im Laufe der Zeit als deutsches Zentrum für die Versorgung chronisch schmerzkranker Kinder. Als Anerkennung für die langjährige und erfolgreiche Arbeit hat die Kinderschmerzambulanz die Auszeichnung "Ausgewählter Ort 2011" erhalten. Im Januar 2012 wurde daran anschließend das Deutsche Kinderschmerzzentrum gegründet.

## Struktur & Aufbau
Das Deutsche Kinderschmerzzentrum gilt als Referenzzentrum in der Versorgung chronisch schmerzkranker Kinder und Jugendliche. Es baut auf große Erfahrungen in der Behandlung
von Kindern und Jugendlichen mit chronischen Schmerzen auf. Hier wird therapiert, geforscht und daran gearbeitet, die Situation von Kindern und Jugendlichen mit chronischen Schmerzen öffentlich zu machen und zu verbessern. Ziel ist es, Betroffene, Angehörige und Experten umfassend zu informieren und die Versorgung zu optimieren – lokal, regional und bundesweit.
Die Schmerzambulanz und die Schmerzstation stellen die medizinisch-psychologischen Abteilungen des Deutschen Kinderschmerzzentrums dar. Darüber hinaus bietet die Fort- und Weiterbildungsabteilung Kurse und Seminare zur weiteren Berufsqualifizierung für unterschiedliche Berufsgruppen an. Mitarbeiter des Lehrstuhls für Kinderschmerztherapie und Pädiatrische Palliativmedizin der Universität Witten/Herdecke bearbeiten Forschungsfragen zu Ursachen, Diagnostik, Prävention und Therapie von chronischen Schmerzen im Kindes- und Jugendalter.

## Multimodales Therapiekonzept
Das Deutsche Kinderschmerzzentrum bietet Kindern und Jugendlichen mit chronischen Schmerzen eine multidisziplinäre Versorgung an, die an neuesten medizinisch-psychologischen Erkenntnissen ausgerichtet ist.

### Schmerzambulanz
Jährlich stellen sich etwa 1200 Kinder und Jugendliche in der Schmerzambulanz vor. Bei dem Erstgespräch mit der Familie verschaffen sich ein Kinderarzt und eine Psychologin einen Überblick über bisher erfolgte diagnostische und therapeutische Maßnahmen und klären, mit welcher Fragestellung der Patient und seine Eltern kommen. Es wird gemeinsam entschieden, ob die weitere Therapie ambulant oder stationär erfolgt.
Mögliche Bestandteile der ambulanten Behandlung sind u. a. eine schmerzpsychologische Beratung, bei Bedarf eine passende Schmerzmedikation, TENS (transkutane elektrische Nervenstimulation), Biofeedback sowie die Teilnahme an einer Kopfschmerz- oder Bauchschmerzgruppe.
Meist ist eine ambulante Therapie ausreichend, Wiedervorstellungen erfolgen alle 3–6 Monate.

### Schmerzstation
Etwa 30 % aller Kinder, die in die Schmerzambulanz kommen, werden für eine stationäre Schmerztherapie auf die psychosomatische Schmerzstation "Leuchtturm" aufgenommen. Das stationäre multimodale Schmerztherapiekonzept richtet sich an Kinder und Jugendliche mit schwerer schmerzbezogener Beeinträchtigung, z. B. wenn viele Schulfehltage und starker Dauerschmerz vorliegen.
Die Schmerzstation richtet ihr Angebot an Kinder und Jugendliche im Alter von 7 bis 18 Jahren. Das multiprofessionelle Team setzt sich aus folgenden Berufsgruppen zusammen:
- Facharzt/-ärztin für Kinder- und Jugendmedizin
- Facharzt/-ärztin für Kinder- und Jugendpsychiatrie
- Approbierte Kinder- und Jugendlichenpsychotherapeuten
- Kinderkrankenschwestern und -pfleger
- Erzieherin
- Motopädin
- Kunst- und Musiktherapeut
- Physiotherapeut
- Sozialarbeiter

Die multimodale stationäre Therapie dauert in der Regel drei Wochen, in selteneren Fällen auch bis zu fünf Wochen. Die Therapiezeit pro Tag liegt bei ca. 5–8 Stunden; täglich finden Visiten, wöchentlich drei bis vier psychologische Einzeltermine mit den Kinder- und Jugendlichenpsychotherapeuten, zwei gruppenpsychotherapeutische Termine und ein Familiengespräch (mit Arzt, Psychologe und Kinderkrankenschwester) statt. Im stationären Alltag werden insbesondere durch den Pflege- und Erziehungsdienst v. a. folgende verhaltenstherapeutische Interventionen eingesetzt:
- Umfassende Edukation über den bio-psycho-sozialen Hintergrund chronischer Schmerzen
- Aufbau altersentsprechender und günstiger Verhaltensweisen im Umgang mit chronischen Schmerzen (z. B. Schulbesuch trotz bestehender Schmerzen)
- Anleitung zu vermehrter Selbständigkeit des Patienten im Umgang mit den Schmerzen
- Lernen von Schmerzbewältigungsstrategien
- Erlernen von Strategien zur emotionalen Entlastung für Kind und Eltern
- Durchführung von Stufenplänen, um Schritt für Schritt den normalen Alltag wieder bewältigen zu lernen
- Anleitung und Unterstützung der Eltern im Rahmen von Hospitationen und Familiengesprächen

Während der Schulzeiten besuchen die Patienten die Klinikschule; Belastungserprobungen im häuslichen Umfeld mit einem Besuch der Heimatschule für 1–3 Tage sind ebenfalls Teil der stationären Therapie.

## Fort- und Weiterbildung
Seit 2003 werden im Deutschen Kinderschmerzzentrum an der Vestischen Kinder- und Jugendklinik Fort- und Weiterbildungen für unterschiedliche Berufsgruppen (Ärzte, Kinderkrankenschwestern, Psychologen) in den Bereichen Schmerztherapie bei Kindern und Jugendlichen und Pädiatrische Palliativversorgung angeboten.
Alle 2 Jahre richtet die Fort- und Weiterbildungsabteilung die Dattelner Kinderschmerztage aus. Dieser Kongress bietet Professionellen, Ehrenamtlichen und Interessierten eine Plattform, Schmerzen bei Kindern besser zu verstehen, richtig zu bewerten sowie risikoarm und effizient zu therapieren.
Darüber hinaus bieten die 4-wöchentlich stattfindenden interdisziplinären Schmerzkonferenzen mit Fallvorstellungen, Informationen über diagnostische Verfahren und schmerztherapeutische Strategien eine Plattform für einen interdisziplinären Austausch.

## Forschung & Lehre
Im Jahr 2008 wurde der Vodafone Stiftungslehrstuhl für Kinderschmerztherapie und Pädiatrische Palliativmedizin an der Universität Witten/Herdecke eingerichtet.
Im Bereich der Kinderschmerztherapie widmet sich der Lehrstuhl folgenden Forschungsschwerpunkten:
- Diagnostik des kindlichen chronischen Schmerzes
- Therapiestudien zur multimodalen Schmerztherapie sowie zur medikamentösen Schmerztherapie
- Neurowissenschaftliche Grundlagen des kindlichen chronischen Schmerzes

In der Pädiatrischen Palliativversorgung liegt der Fokus auf folgenden Forschungsschwerpunkten:
- Schlafstörungen, Tagesunruhe und Schmerz bei Kindern mit lebensbedrohlichen und lebenslimitierenden Erkrankungen
- Erfassen der Symptome und Lebensqualität in der Lebensendphase von onkologisch erkrankten Kindern und Jugendlichen
- Das Ehrenamt in der Palliativversorgung
- Evaluation der stationären Palliativmedizin

Zusätzlich zu verschiedenen Lehrangeboten bzw. -veranstaltungen haben Studierende die Möglichkeit, ihre Doktorarbeit am Lehrstuhl für Kinderschmerztherapie und Pädiatrische Palliativmedizin zu schreiben.